# Naturschutzgebiet Putzarer See
Koordinaten: 53° 42′ 10,1″ N, 13° 40′ 20,9″ O

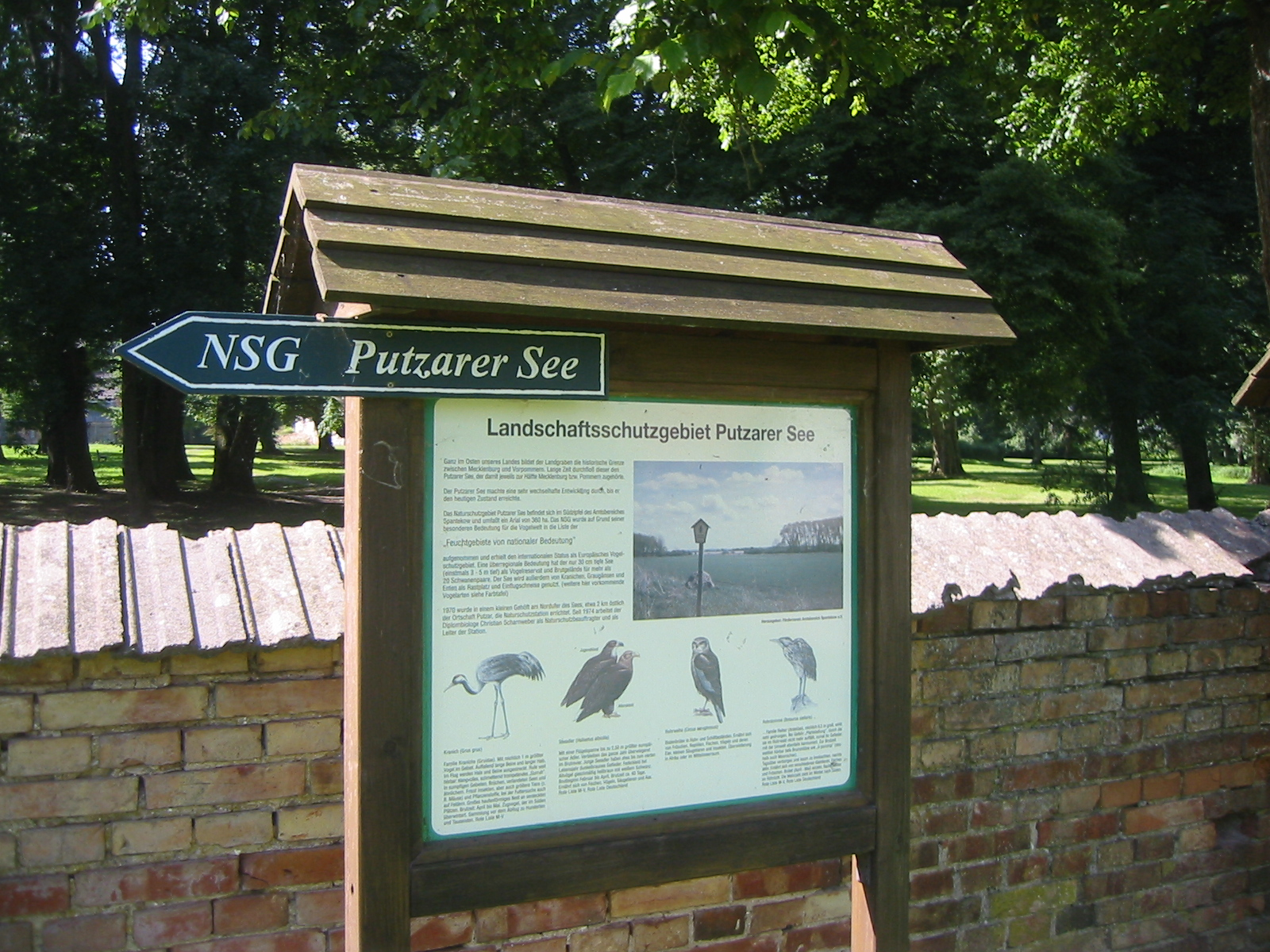
Hinweistafel auf das Naturschutzgebiet am Schloss Putzar

Das Naturschutzgebiet Putzarer See ist ein 457 Hektar großes Naturschutzgebiet in Mecklenburg-Vorpommern bei Putzar, einem Ortsteil der Gemeinde Boldekow südlich von Anklam an der Grenze zwischen Vorpommern und Mecklenburg. Das Naturschutzgebiet bildet zusammen mit einer nordöstlich anschließenden Fläche das gleichnamige FFH-Gebiet Putzarer See.

## Geschichte
Zwischen der Landesgrenze von Vorpommern und Mecklenburg floss der Große Landgraben über viele Jahre hin in den Putzarer See. Mit der Verlegung des Flusses verlandete der See und hat heute nur noch eine Tiefe von rund 30 cm. Um den See herum entstand so ein Feuchtgebiet von einer Fläche mit rund 399 Hektar, das 1995 um weitere 58 Hektar erweitert wurde. Am Nordufer des Sees befindet sich seit 1970 eine Naturschutzstation.

## Pflanzen- und Tierwelt
Das Naturschutzgebiet besitzt auf Grund des Putzarer Sees als Vogelreservat und Brutgelände für Schwäne eine überregionale Bedeutung für die Vogelwelt. Es wurde daher in die Liste der „Feuchtgebiete von nationaler Bedeutung“ aufgenommen. Dort können Kraniche, Graugänse und Entenvögel beobachtet werden.